# Técnicas para hacer fuego

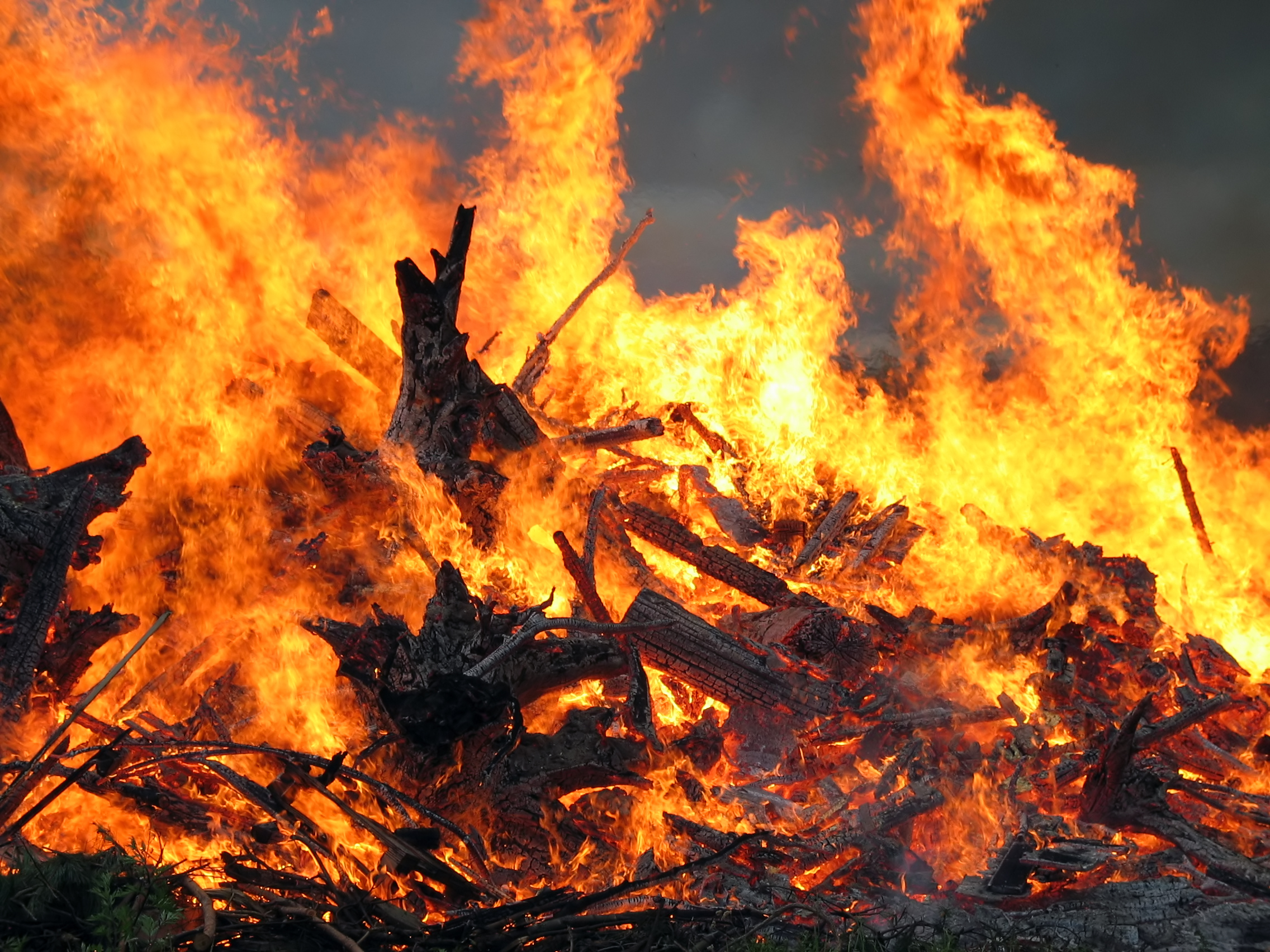
Hoguera.

Las técnicas para hacer fuego son numerosas, siendo las más antiguas las que utilizan el calentamiento de la madera por fricción o la producción de chispas mediante la percusión de dos materiales adecuados, como una pieza de hierro (eslabón) contra una piedra específica (como pedernal) o una piedra ferrosa (es decir, que contenga hierro, como la pirita), contra otra de sílex, sobre un material fácilmente inflamable como la yesca o el hongo yesquero, habiéndose encontrado evidencias de sílex en el Pleistoceno.

## Métodos antiguos

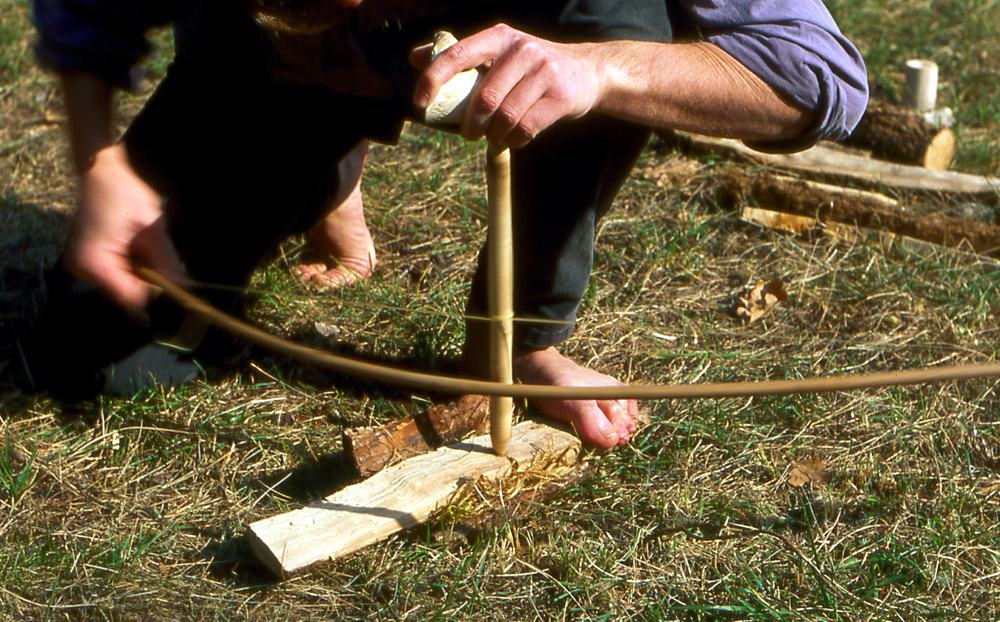
Producción de fuego por fricción con arco y plancha de madera

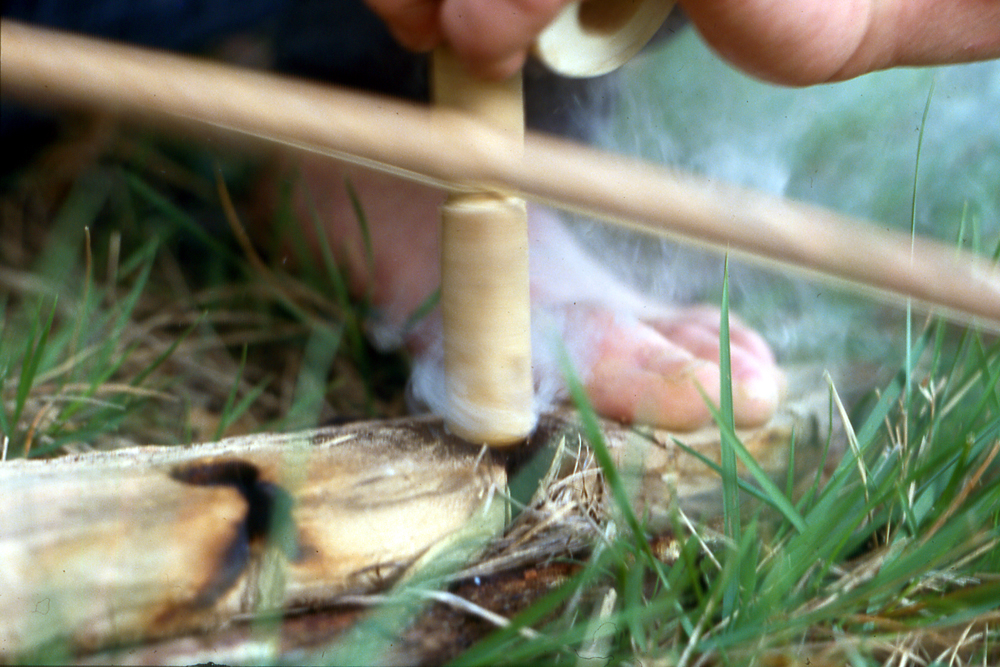
Producción de fuego por fricción con arco y plancha de madera, (vista cercana)

Estos métodos se remontan al Paleolítico. Son más difíciles de realizar cuando la atmósfera está muy húmeda.

### Fricción
Un primer método consiste en hacer una muesca en una tabla o madera seca de unos 30 cm de largo. Sobre esta muesca se frota sin parar un palo seco de madera más dura, de modo que en un extremo de la muesca se vayan acumulando virutas que se irán calentando cada vez más hasta que se inicie la combustión. En cuanto se produzca una brasa, se ha de poner la yesca sobre ella y soplar para lograr su ignición.
Otro método consiste en utilizar un trozo de madera blanda que esté seca (por ejemplo de higuera), abierto por la mitad, haciéndole una ranura con una piedra. A continuación, se apoya sobre el agujero un palo resistente de madera más dura (por ejemplo, de álamo), y se hace girar rápidamente con las manos. El polvo desprendido de la madera blanda por el roce se convertirá en un tipo de brasa. La yesca, situada previamente debajo de la ranura hecha en la madera blanda, deberá comenzar a arder. Este método es sumamente difícil, pero es posible si se tiene práctica.
Un tercer método que facilita esta tarea es el empleo de un arco con la cuerda enrollada una vuelta alrededor del palo de madera dura, conocido como taladro de arco. Con una piedra con una oquedad o un hueso (puede ser una de la rodilla de una vaca) se sujeta el palo en la parte superior y se presiona hacia abajo. La rama debe poder desplazarse rápidamente sin salirse de la ranura marcada en la madera blanda. Al mover el arco adelante y atrás, el palo gira a gran velocidad produciendo la fricción. El calor generado se utiliza para hacer arder un combustible inflamable (como puede ser paja, hierba seca o yesca) colocado alrededor del punto de frotamiento. Cuando empieza a arder el combustible primario, se añaden ramas ligeras para obtener una llama firme y estable, después se le añaden leños más gruesos para avivar el fuego sin agotarlo.

### Percusión (pedernal y eslabón)

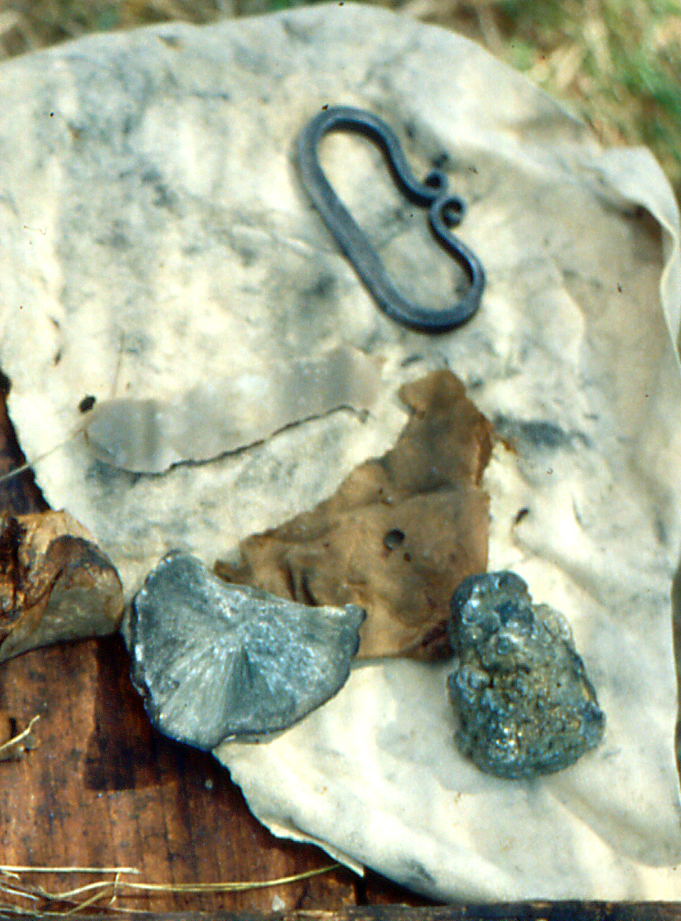
Producción de fuego por percusión: equipo utilizado por Jacques Collina-Girard
(parte inferior mineral de hierro (pirita, marcasita)
anterior:
arriba: lámina de sílex utilizada para golpear el mineral de hierro
parte superior: reproducción de eslabón histórico de acero.)

Para producir chispas, hay que entrechocar una piedra dura, como el llamado pedernal o sílex, con otra rica en hierro, como la pirita o la marcasita (el llamado eslabón). Al producir estas chispas se crea algo llamado producción de energía física en contacto.
El choque de dos piedras de sílex entre sí no permite encender un fuego pues no produce proyecciones incandescentes suficientemente calientes y duraderas.
La chispa producida por el choque del "pedernal" contra el "eslabón" es una partícula incandescente de mineral de hierro en el caso de emplear como eslabón la marcasita o la pirita; o en el otro caso, una partícula de acero si se emplea como eslabón un trozo de acero, que ha sido lo más habitual desde la Edad del Hierro hasta principios del siglo XX. Normalmente se empleaban variedades artesanales de acero al carbono. Hay que destacar que los modernos aceros inoxidables no son adecuados para su empleo como "eslabón".
Como "pedernal" sirve cualquier piedra dura que alcance al menos el nivel de dureza 7 de la escala de Mohs, empleándose habitualmente por su relativa abundancia el sílex, variedades de cuarzo, calcedonia, etc. En algunas zonas se han llegado a utilizar como "pedernal" piedras semipreciosas como el jaspe.
Las chispas obtenidas por percusión deben entrar inmediatamente en contacto con alguna materia altamente combustible; por ejemplo, cabellos, hojas secas, estopa, viruta de madera, paja o algún tipo de yesca natural: carpóforo del hongo yesquero -Fomes Fomentarius o la médula de ciertas plantas como la cañaheja -Ferula Communis. 
Sobre el papel de la cañaheja o Ferula communis en la transmisión del fuego se puede ver Hesíodo, Teogonía y el mito de Prometeo: 

“El valeroso hijo de Jápeto engañó a Zeus escondiendo la llama del fuego infatigable que se ve de lejos en el hueco de una cañaheja. Hirió así el corazón de Zeus que truena en las alturas e irritó su corazón cuando vio entre los hombres la llama del fuego que se ve desde lejos”. Teogonía (566-567)

Tradicionalmente también se ha empleado como sustituto de las yescas naturales (Hongo yesquero -Fomes fomentarius o médula de cañaheja - Ferula communis) algún tipo de yesca artificial, normalmente trapos carbonizados o simplemente mecha de algodón. 
Este combustible de iniciación (yesca) es preferible que esté previamente pre-quemado, tostado o carbonizado (como en el caso de la tela de carbón); así se facilita que las chispas desprendidas por el choque del pedernal contra el eslabón "muerdan" mejor la yesca y se comunique el fuego de una forma mucho más rápida y eficaz.

## Métodos modernos

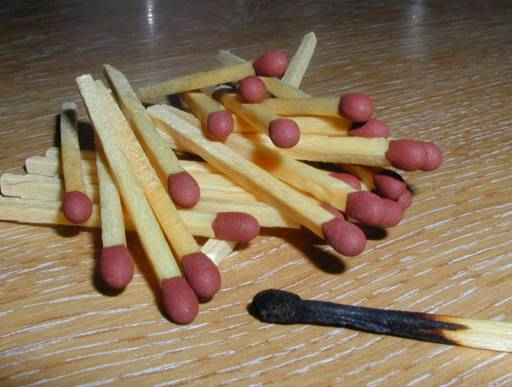
Fósforos de madera

### Cerillas o fósforos
La invención de las cerillas data del siglo XIX, pero la palabra cerilla data de alrededores del año 1200. Entonces designaba una mecha delgada de fibra textil, empapada en cera o en estearina, destinada a pasar el fuego de una lumbre a otra (sin tener ellos mismos la capacidad de encenderlo).
Cuando se empezaron a fabricar los fósforos se hicieron con una mecha semejante a la indicada, o con una astilla de madera. Más adelante se han fabricado también de cartón.

### Encendedor o mechero

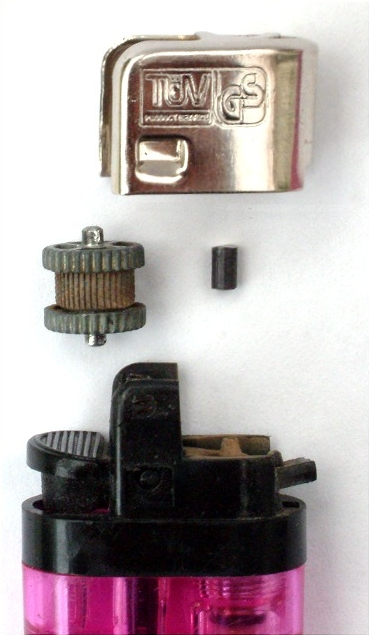
Encendedor de gas

El mechero es la versión más antigua y adecuada para el aire libre del encendedor. Consta de un tubo de unos 8 mm de diámetro y unos 4 cm de longitud en el que se desliza una mecha bastante larga; adosado a su costado lleva otro tubito que contiene una piedra de encendedor y un muelle que la mantiene contra una rueda abrasiva: las chispas producidas por la piedra encienden la mecha. Para apagarla, la mecha lleva un tapón sujeto con un gancho de alambre, que tapa el tubo, al tirar de ella por la parte inferior, sofocándolo. A medida que la mecha se va consumiendo con el uso, hay que recolocar el tapón a la distancia conveniente.
El encendedor es una versión más moderna, que también suele recibir el nombre del anterior, mechero. El encendido se hace, como en el anterior, mediante las chispas producidas por una piedra de encendedor, frotada por una rueda abrasiva, o por una chispa de arco producida por un mecanismo electrónico sencillo. Tiene un pequeño depósito de combustible (gasolina o gas) que permite mantener la llama; para apagar el de gasolina, se cierra mediante una tapa, sofocándolo, y el de gas mediante una válvula, que cierra la salida del combustible.
Se venden repuestos de gasolina y de gas para rellenar estos encendedores. La gasolina es más fina que la de los automóviles y a veces perfumada. El gas se vende de dos tipos: butano y gas natural, siendo preferible el primero pues tiene una temperatura de ignición más baja y, por lo tanto, es más sencillo de encender.

### Sol

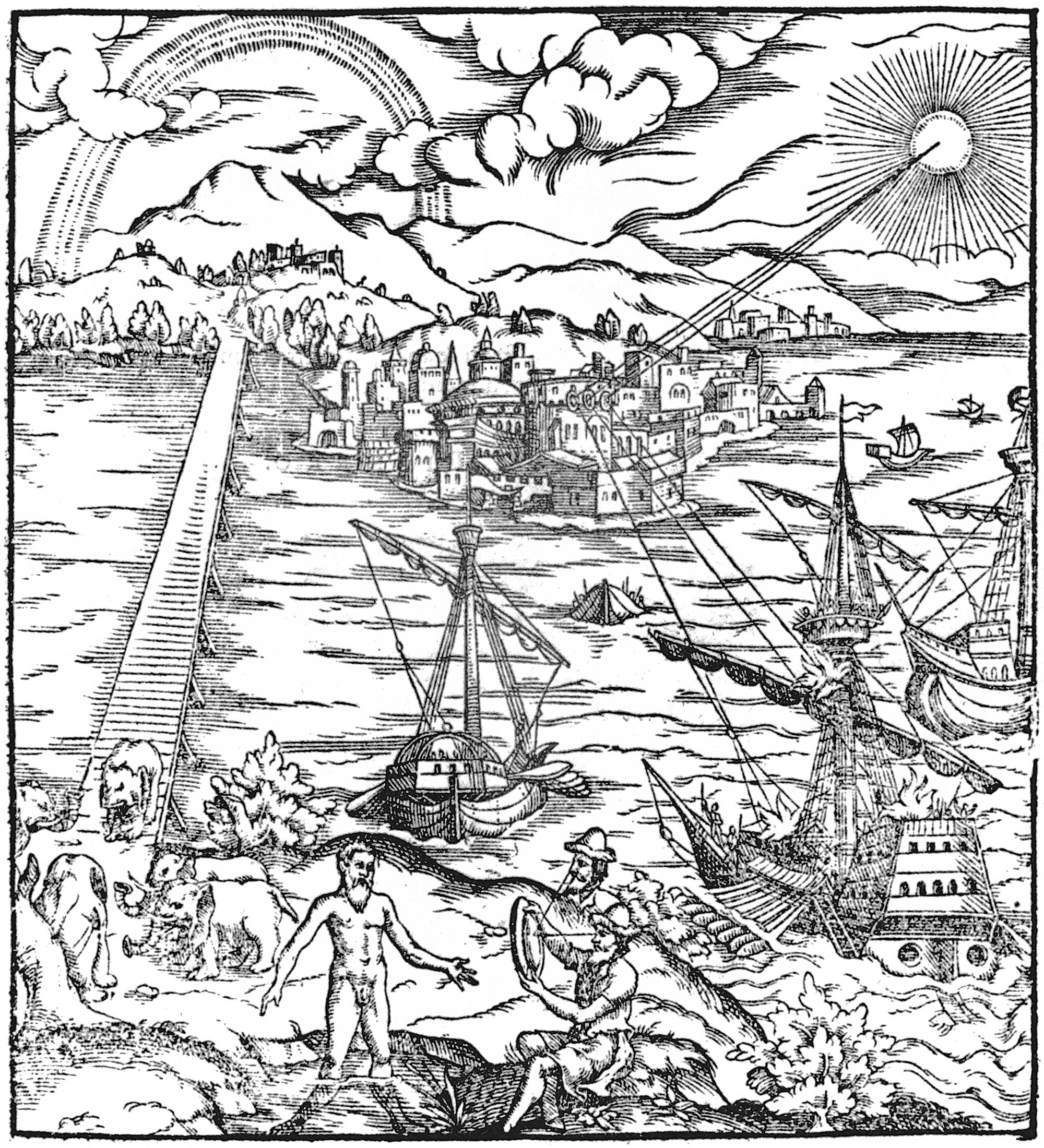
Uso del sol para defender Siracusa.

La utilización de una lupa, de un espejo cóncavo o de un conjunto de espejos permite concentrar la luz solar en un punto sobre un combustible y encender allí el fuego. Para hacer fuego con una lupa, hay que variar la altura de la lupa con el fin de concentrar los rayos solares en un solo punto (el foco o punto focal). (Arquímedes habría utilizado espejos para quemar las velas de los barcos que atacarían Siracusa).

### Efecto Joule
Una corriente eléctrica a través de una resistencia puede producir una temperatura suficiente para encender fuego directa o indirectamente. La aplicación más común de este método es el mechero de coche. Del mismo modo, es posible encender una barbacoa con una pistola de calor. De hecho este procedimiento se utiliza para encender artefactos en pirotecnia, generando una temperatura por encima de la mínima para el inicio de la ignición.

### Arco eléctrico
Un arco eléctrico se utiliza para prender fuego a un gas inflamable, como el butano o el gas ciudad. Esta técnica se utiliza habitualmente para encender las cocinas de gas.
La mayoría de encendedores de arco eléctrico, incluyendo los de bolsillo, pero en particular los encendedores de largo alcance que se utilizan para encender los fogones y los calentadores, generalmente requieren sólo pulsar un botón para generar por efecto piezoeléctrico una chispa de alta tensión que inflama el gas combustible (butano, propano, ciudad, etc ...).